# Pisione remota
Pisione remota är en ringmaskart som först beskrevs av Rowland Southern 1914.  Pisione remota ingår i släktet Pisione och familjen Pisionidae. Arten är reproducerande i Sverige. Inga underarter finns listade i Catalogue of Life.